# Kristian Solhaug
Kristian Solhaug, né le 10 août 1977, est un joueur de squash représentant la Norvège. Il est champion de Norvège en 2014 et 2015. 

## Palmarès

### Titres
- Championnats de Norvège: 2 titres (2014, 2015)

### Finales
- Championnats de Norvège: 6 finales (2007, 2008, 2009, 2010, 2012, 2013)